# Ogcocephalus cubifrons
Ogcocephalus cubifrons är en fiskart som först beskrevs av Richardson, 1836.  Ogcocephalus cubifrons ingår i släktet Ogcocephalus och familjen Ogcocephalidae. Inga underarter finns listade i Catalogue of Life.